# Mike Brown (natation)
Pour les articles homonymes, voir Mike Brown, Michael Brown et Brown.
Michael Andrew Brown dit Mike Brown, né le 5 mai 1984 à Perth en Ontario, est un ancien nageur canadien spécialiste des épreuves de brasse, principalement du 200 mètres. À l'annonce de sa retraite en mai 2009, il détient le record national du 200 m brasse en grand bassin. Il compte à son palmarès plusieurs médailles internationales, notamment un titre du Commonwealth, et a participé à deux reprises aux Jeux olympiques.

## Biographie
Mike Brown apprend à nager à 7 ans au sein du club des Stingrays, dans sa ville natale de Perth. En 1997, il s'impose dans sa catégorie d'âge au niveau national en remportant les 100 et 200 m brasse. L'année suivante, lors du même rendez-vous, il signe le triplé 50–100–200 m. En janvier 2001, il représente son pays en participant au Festival de la Jeunesse olympique organisé par le Comité olympique australien à Sydney. Il y remporte deux médailles d'argent sur 100 et 200 m.
Quelques mois plus tard, en août, il obtient son premier titre national élite en s'imposant sur 200 m brasse lors des Championnats du Canada à Toronto. En 2 min 16 s 16, il prend le dessus sur Morgan Knabe, multiple médaillé en compétition internationale. L'année suivante, il se qualifie pour les Jeux du Commonwealth de 2002 disputés à Manchester où le Canadien remporte une première médaille internationale. En abaissant sa meilleure marque personnelle de 2 secondes, il s'invite sur le podium du 200 m brasse, en troisième position derrière l'Australien Jim Piper et le Sud-africain Terence Parkin. Quelques semaines plus tard, à l'occasion des Championnats pan-pacifiques, il bat le premier record du Canada de sa carrière en finale du 200 m brasse. Mais malgré son temps (2 min 12 s 87), il ne remporte pas de médaille mais s'illustre avec le relais canadien 4 × 100 m quatre nages, médaillé de bronze derrière les quatuors américain et australien. En 2003, il se qualifie pour les Jeux olympiques d'été de 2004 grâce à sa septième place en finale du 200 m brasse des Championnats du monde.
Lors des Jeux olympiques à Athènes, Mike Brown atteint la finale et termine sixième du 200 m à un peu plus d'une seconde du podium, ce malgré un nouveau record national (2 min 11 s 94). En 2005, les Championnats du monde se déroulent pour la première fois au Canada, à Montréal. Le nageur originaire de l'Ontario y remporte sa première distinction lors d'un événement planétaire en prenant la deuxième place lors de la finale du 200 m brasse. Il termine alors derrière l'Américain Brendan Hansen. L'année suivante, il confirme cette performance en gagnant un premier titre international sur 200 m lors des Jeux du Commonwealth disputés à Melbourne. Il s'impose à cette occasion d'un centième de seconde sur l'Australien Brenton Rickard. En retrait en 2007 notamment lors des Mondiaux, il retrouve son meilleur niveau en 2008 en améliorant ses records personnels à l'occasion des sélections olympiques canadiennes. Lors des Jeux olympiques de Pékin, il manque de peu le podium du 200 m brasse. En effet, à la lutte avec l'Australien Rickard et le Français Hugues Duboscq, et alors que le Japonais Kosuke Kitajima remporte facilement l'or, Mike Brown échoue à 9 centièmes de seconde de la médaille de bronze et 15 centièmes de l'argent. Lors de cette finale, il réalise un temps inférieur à son record national réalisé la veille lors de la demi-finale qu'il avait remporté en 2 min 08 s 84. Après les Jeux, ce temps constitue la quatrième meilleure performance de l'histoire.
Le 28 mai 2009, il annonce sa retraite sportive après huit années en équipe nationale, à 25 ans : « Ça a été une longue et difficile décision à prendre que de mettre un terme à ma carrière. C'est la plus importante décision de ma vie » fait-il part dans un communiqué.
Il reprend l'entraînement en 2010, peu de temps après l'annoncement de sa retraite. Ensuite, en 2011, un plus que sept mois après son retour à l'entraînement, Mike Brown gagne le 200 m brasse aux championnats de l'Ouest Speedo.

## Palmarès

### Jeux olympiques
| Épreuve / Édition        | Athènes 2004        | Pékin 2008                        |
| 100 m brasse             | —                   | 20e temps en séries 1 min 00 s 98 |
| 200 m brasse             | 6e 2 min 11 s 94    | 4e 2 min 09 s 03                  |
| Relais 4 × 100 m 4 nages | 10e temps en séries | 10e temps en séries               |

### Championnats du monde
| Épreuve / Édition        | Barcelone 2003                          | Montréal 2005                           | Melbourne 2007                    |
| 100 m brasse             | 13e temps en demi-finales 1 min 02 s 06 | 11e temps en demi-finales 1 min 01 s 59 | 18e temps en séries 1 min 01 s 75 |
| 200 m brasse             | 7e 2 min 13 s 30                        | Argent 2 min 11 s 22                    | 7e 2 min 12 s 01                  |
| Relais 4 × 100 m 4 nages | —                                       | 9e temps en séries                      | 16e temps en séries               |

### Jeux du Commonwealth
- Jeux du Commonwealth de 2002 à Manchester (Royaume-Uni) :
  -  Médaille de bronze du 200 m brasse.

- Jeux du Commonwealth de 2006 à Melbourne (Australie) :
  -  Médaille d'or du 200 m brasse.

## Records

### Records personnels
Ce tableau détaille les records personnels de Mike Brown en grand bassin à la fin de sa carrière. L'indication RN signifie que le record personnel du nageur constitue l'actuel record national de son pays.
| Épreuve      | Temps            | Compétition                            | Lieu         | Date       |
| 200 m brasse | 1 min 00 s 98    | Jeux olympiques d'été de 2008 (séries) | Pékin, Chine | 09/08/2009 |
| 200 m brasse | 2 min 08 s 84 RN | Jeux olympiques d'été de 2008          | Pékin, Chine | 14/08/2009 |